# San Antonio, Misiones
San Antonio är en ort i Argentina.   Den ligger i provinsen Misiones, i den nordöstra delen av landet, 1 100 km norr om huvudstaden Buenos Aires. San Antonio ligger 520 meter över havet och antalet invånare är 2 508.
Terrängen runt San Antonio är huvudsakligen platt, men söderut är den kuperad. Runt San Antonio är det ganska glesbefolkat, med 23 invånare per kvadratkilometer.. Det finns inga andra samhällen i närheten.
Omgivningarna runt San Antonio är en mosaik av jordbruksmark och naturlig växtlighet.